# Herniaria latifolia
Herniaria latifolia är en nejlikväxtart som beskrevs av Philippe Picot de Lapeyrouse. Herniaria latifolia ingår i släktet knytlingar, och familjen nejlikväxter. Inga underarter finns listade i Catalogue of Life.